# Angraecum expansum
Angraecum expansum är en orkidéart som beskrevs av Louis Marie Aubert Du Petit-Thouars. Angraecum expansum ingår i släktet Angraecum och familjen orkidéer.
Artens utbredningsområde är Réunion.

## Underarter
Arten delas in i följande underarter:
- A. e. expansum
- A. e. inflatum